# Schlierbach (Austria)
Schlierbach – gmina w Austrii, w kraju związkowym Górna Austria, w powiecie Kirchdorf an der Krems. Liczy 2833 mieszkańców.